# شهرستان سامرست (نیوجرسی)
شهرستان سامرست، نیوجرسی (به انگلیسی: Somerset County, New Jersey) یک سکونتگاه مسکونی در ایالات متحده آمریکا است که در نیوجرسی واقع شده‌است.